# Grand Prix Hassan II 2009
Il Grand Prix Hassan II 2009 è stato un torneo di tennis giocato sulla terra rossa nella categoria ATP World Tour 250 series nell'ambito dell'ATP World Tour 2009.
È stata la 25ª edizione del Grand Prix Hassan II. 
Si è giocato nel Complexe Al Amal di Casablanca in Marocco, dal 6 al 12 aprile 2009.

## Campioni

### Singolare
Juan Carlos Ferrero ha battuto in finale  Florent Serra con il punteggio di 6–4, 7–5

### Doppio
Łukasz Kubot /  Oliver Marach hanno battuto in finale  Simon Aspelin /  Paul Hanley con il punteggio di 7–6(4), 3–6, 10–6